# Kissa Sins
Pour les articles homonymes, voir Sins.
Kissa Sins, née le 21 juin 1987 à Pasadena (Californie), est une actrice pornographique américaine. Elle reçoit cinq AVN Awards entre 2017 et 2019.

## Biographie
Kissa Sins naît en 1987 à Pasadena, près de Los Angeles, en Californie. À l'âge de six ans, elle emménage avec sa famille à Toronto (Canada), où elle réside durant dix ans. Elle travaille d'abord comme organisatrice de mariage et entrepreneuse.
Vers 2014, elle rencontre sur Instagram l'acteur pornographique Johnny Sins, avec qui elle noue une relation amoureuse, et tourne des scènes pornographiques amateur au Mexique, qui rencontrent un fort succès. Elle crée alors le blogue Sins Life, qui atteint le million de visiteurs en quelques mois,.
Après dix-huit mois de tournage avec Johnny Sins uniquement, Kissa Sins tourne à partir de novembre 2014 une première série de quatre scènes pour le studio Brazzers, intitulée Sins Life et dont elle écrit elle-même le scénario,. Sortie au mois de février suivant, cette série comprend une scène lesbienne avec Riley Reid et une scène à quatre protagonistes avec Johnny Sins, Aidra Fox et Dahlia Sky. Au mois de mars de la même année, Kissa Sins obtient un contrat exclusif chez Brazzers. Le deuxième volet de la série Sins Life est nommé aux AVN Awards 2016 de la « meilleure scène de sexe homme/femme ». Entretemps, le couple Sins lance en janvier 2015 le site Johnny and Kissa, pour lequel tournent aussi Riley Reid, Aidra Fox et Abella Danger,. Kissa et Johnny Sins s'installent à Hawaï en mai 2015. Un autre film intitulé Sins Life 1 sort en 2016 et est nommé aux AVN Awards 2017 dans la catégorie « Meilleure scène de sexe en groupe ».
En octobre 2015, Kissa Sins tourne sa première scène chez Jules Jordan. Elle obtiendra un contrat exclusif avec ce studio en janvier 2018, et elle y tourne sa première scène anale en mai 2018. Au début de l'année, Kissa Sins a remporté l'AVN Award 2018 de la meilleure scène de sexe entre deux femmes pour son jeu au côté de Katrina Jade dans I Am Katrina, en plus d'être nommée pour la meilleure scène de sexe de groupe lesbien pour son jeu en compagnie de Katrina Jade et Gina Valentina dans le film Villain. En juillet 2018 sort The Corruption of Kissa Sins, dans lequel elle tourne sa première scène de double pénétration et sa première scène interraciale,. Grâce à ce film, elle décroche l'AVN Award 2019 de la meilleure scène de séduction ou de masturbation et celui de la meilleure scène de triolisme femme/femme/homme. La même année, elle remporte l'AVN Award scène de sexe entre deux femmes pour son rôle aux côtés d'Abigail Mac dans le film Abigail, rôle qui est également nommé au XBIZ Award de la même catégorie. 
Kissa Sins subit une augmentation mammaire en janvier 2019. Au mois de juin suivant, elle apparaît dans le film d'anthologie Performers of the Year 2019 du studio Elegant Angel aux côtés d'Angela White, Katrina Jade, Abella Danger et Gina Valentina. Ce film est nommé à l'AVN Award de la meilleure production d'anthologie de l'année 2020.
En novembre 2020, Kissa Sins compte plus de 340 films à son actif.

## Filmographie (sélection)
- 20?? : Sins Life: Mexico
- 2015 : The Sins Life, Vol. 1
- 2015 : The Sins Life, Vol. 2
- 2015 : Sins Of Life
- 2015 : Oil Overload #14
- 2016 : All Girl Frenzy
- 2016 : Filthy Fucks
- 2016 : Pornstar Paradise
- 2016 : Happy Endings
- 2017 : Happy Endings Vol. 2
- 2017 : Sins Life: Sex Tour Round 1
- 2017 : Sins Life: Sex Tour Round 2
- 2017 : Sins Life: Sex Tour Round 3
- 2017 : Sins Life: Sex Tour Round 4
- 2017 : Tasty Treats 3
- 2017 : Lesbian Strap-On Bosses 2
- 2017 : Women Seeking Women Vol. 145
- 2018 : Lesbian Anal Workout
- 2018 : The Corruption of Kissa Sins
- 2018 : Oil Slick
- 2018 : Dirty Talk 6
- 2018 : The Bombshells 8
- 2018 : Cum On My Tattoo Ten: COMT X
- 2018 : Greedy Bitches
- 2018 : Leigh Raven: Prove Something
- 2019 : Ass Worship 17
- 2019 : Anal Savages 4
- 2019 : Oiled Up 6
- 2019 : Yoga Pants 3
- 2019 : Interracial Crush 4
- 2020 : Black Owned 9
- 2020 : Anal Savages 5

## Récompenses et nominations
| Année | Cérémonie          | Résultat   | Catégorie                                                                                 | Film                           |
| ----- | ------------------ | ---------- | ----------------------------------------------------------------------------------------- | ------------------------------ |
| 2016  | AVN Awards,        | Nomination | Meilleure scène de sexe homme/femme (Best Boy/Girl Sex Scene)                             | Sins Life 2                    |
| 2016  | AVN Awards,        | Nomination | Meilleure nouvelle starlette (Best New Starlet)                                           | NC                             |
| 2016  | XBIZ Award,        | Nomination | Meilleure nouvelle starlette (Best New Starlet)                                           | NC                             |
| 2017  | AVN Awards,        | Nomination | Meilleure scène de sexe de groupe (Best Group Sex Scene)                                  | Sins Life 1                    |
| 2017  | AVN Awards,        | Lauréat    | Prix des fans : Reine du web (Fan Award: Web Queen)                                       | NC                             |
| 2018  | AVN Awards,        | Nomination | Meilleure scène de sexe de groupe entre femmes (Best All-Girl Group Sex Scene)            | Villain                        |
| 2018  | AVN Awards,        | Lauréat    | Meilleure scène de sexe entre deux femmes (Best Girl/Girl Sex Scene)                      | I Am Katrina                   |
| 2018  | AVN Awards,        | Nomination | Meilleure scène de triolisme femme/femme/homme (Best Three-Way Sex Scene: Girl/Girl/Boy)  | Sins Life 2                    |
| 2019  | AVN Awards,        |            |                                                                                           |                                |
| 2019  | AVN Awards,        | Lauréat    | Meilleure scène de sexe entre deux femmes (Best Girl/Girl Sex Scene)                      | Abigail                        |
| 2019  | AVN Awards,        | Lauréat    | Meilleure scène de séduction ou de masturbation (Best Solo/Tease Performance)             | The Corruption of Kissa Sins   |
| 2019  | AVN Awards,        | Lauréat    | Meilleure scène de triolisme femme/femme/homme (Best Three-Way Sex Scene: Girl/Girl/Boy)  | The Corruption of Kissa Sins   |
| 2019  | AVN Awards,        | Nomination | Performeuse de l'année                                                                    | NC                             |
| 2019  | AVN Awards,        | Nomination | Scène de sexe la plus scandaleuse (Most Outrageous Sex Scene)                             | Leigh Raven: Prove Something   |
| 2019  | NightMoves Awards, | Nomination | Meilleure performeuse (Best Female Performer)                                             | NC                             |
| 2019  | Pornhub Awards,    | Nomination | Modèle professionnel vérifié le plus populaire (Most Popular Verified Professional Model) | NC                             |
| 2019  | Urban X Awards,    | Nomination | Meilleure performeuse anale (Best Anal Performer)                                         | NC                             |
| 2019  | Urban X Awards,    | Nomination | Meilleure performeuse (Best Female Performer)                                             | NC                             |
| 2019  | XBIZ Awards,       | Nomination | Meilleure scène de sexe « lesbiennes » (Best Sex Scene – All-Girl)                        | Abigail                        |
| 2019  | XBIZ Awards,       | Nomination | Meilleure scène de sexe dans une sortie gonzo (Best Sex Scene - Gonzo Release)            | Manuel's Maximum Penetration 6 |
| 2019  | XBIZ Awards,       | Nomination | Meilleure scène de sexe dans une sortie vignette (Best Sex Scene - Vignette Release')'    | Fixing For A Fuck 1            |
| 2019  | XBIZ Awards,       | Nomination | Performeuse de l'année (Female Performer of the Year)                                     | NC                             |
| 2019  | XRCO Awards,       | Nomination | Meilleur film centré sur une star (Star Showcase)                                         | The Corruption of Kissa Sins   |
| 2020  | AVN Awards         | Nomination | Meilleure scène de sexe anal (Best Anal Sex Scene)                                        | Dredd Up Your Ass 2            |
| 2020  | AVN Awards         | Nomination | Meilleure scène de sexe de groupe (Best Group Sex Scene)                                  | Twerk Class in Session         |
| 2020  | AVN Awards         | Nomination | Meilleure scène de sexe de groupe (Best Group Sex Scene)                                  | Greedy Bitches                 |
| 2020  | XBIZ Awards        | Nomination | Meilleure scène de sexe à thématique érotique (Best Sex Scene - Erotic-Themed)            | Love Song                      |
| 2020  | XBIZ Awards        | Nomination | Meilleure scène de sexe gonzo (Best Sex Scene – Gonzo)                                    | Anal Nymphos Anal Legends 4    |

## Vie privée
En 2019, Kissa Sins s'est mariée avec l'acteur pornographique Johnny Sins. 
Elle vit actuellement à Las Vegas, dans le Nevada.